# Igreja Católica no Níger
A Igreja Católica no Níger é parte da Igreja Católica universal, em comunhão com a liderança espiritual do Papa, em Roma, e da Santa Sé. Os muçulmanos representam a vasta maioria da população do país, contudo, há pequenas comunidades de católicos, a qual goza de excelente reputação pelo seu compromisso social e trabalho caritativo, gerindo, por exemplo, várias instituições sociais e escolas. Devido à sua localização no centro da região do Sahel, desde 2015 o Níger tornou-se um ponto de referência estratégico para os grupos jihadistas, que representam uma séria ameaça de radicalização religiosa, e, consequentemente, ameaça à liberdade e integridade dos cristãos. O governo nigerino regula e controla a construção dos locais de culto, como igrejas.

## História
Apesar de os europeus terem chegado à região em que hoje é o Níger durante o século XVIII, vindos do Mali, a primeira missão católica só estabelecida em 1931, em Niamei, e foi confiada à Sociedade de Missões Africanas do Vicariato do Daomé (atual Benim). A primeira comunidade católica do país foi instalada em Dolbel. Em 1942, foi criada a Prefeitura Apostólica de Niamei, com jurisdição sobre o norte de Daomé. Em 1948, o Níger foi separado da província anterior, e unido à uma parte do Alto Volta (atual Burquina Fasso), sendo confiado aos Redentoristas, mas em 1949 a área da Prefeitura de Niamei ficou restrita ao atual território do Níger. Em 1961, a prefeitura foi elevada a Diocese de Niamei.

## Atualmente
Em 2000, o Níger tinha 21 paróquias, e seus fiéis eram atendidos por quatro sacerdotes seculares e 37 religiosos. Os religiosos que trabalhavam no país incluíam nove irmãos e 90 irmãs, que trabalhavam nas áreas de saúde e educação, administrando as oito escolas católicas primárias e três secundárias do país, além de um hospital e centro de saúde em Galmi. Embora predominantemente islâmica, a constituição do Níger protege a liberdade de religião e, apesar de serem uma minoria, muitos católicos eram influentes na sociedade devido a laços anteriores com o antigo governo colonial francês. Os principais feriados cristãos foram oficialmente reconhecidos pelo Estado.
A situação do país se estabilizou nos últimos anos, quando o assunto é o jiadismo. Contudo, devido à sua localização na África Ocidental, à sua dimensão e proximidade de centros do jiadismo islamita, o país continua sob ameaça aguda. As relações entre muçulmanos e outras comunidades religiosas no país têm sido tradicionalmente boas, e bíblias podem ser facilmente encontradas em árabe e nas principais línguas locais. A instrução religiosa nas escolas públicas é proibida, e escolas com patronos religiosos requerem aprovação do Ministério do Interior e do Ministério da Educação. Ainda assim, as relações entre cristãos e muçulmanos vêm se deteriorando devido ao aumento da pressão social dos ramos islâmicos mais conservadores. As tensões inter-religiosas são expressadas especialmente entre a baixa tolerância dos feriados religiosos uns dos outros.
De acordo com a organização Portas Abertas, os cristãos cujos membros vêm de igrejas tradicionais e os cristãos de origem muçulmana costumam enfrentar dificuldades, especialmente os ex-muçulmanos. A pessoa pode ser expulsa de sua família ou perder seus direitos de herança. Há casos de sequestros e casamentos forçados. A situação dos cristãos em geral melhorou na capital, Niamei, e no entanto, vem se tornando cada vez pior para os cristãos que vêm de áreas com forte influência islâmica, especialmente de grupos fundamentalistas, como é o caso de Diffa e Tahoua. Os cristãos são intimidados por cidadãos comuns em regiões como Zinder. Essas áreas de fronteira sob controle islâmico têm tido impedimentos na celebração casamentos cristãos. A adoração comunitária e as reuniões de cristãos devem ser conduzidas com muita cautela nessas áreas devido à ameaça de violência de grupos militantes.

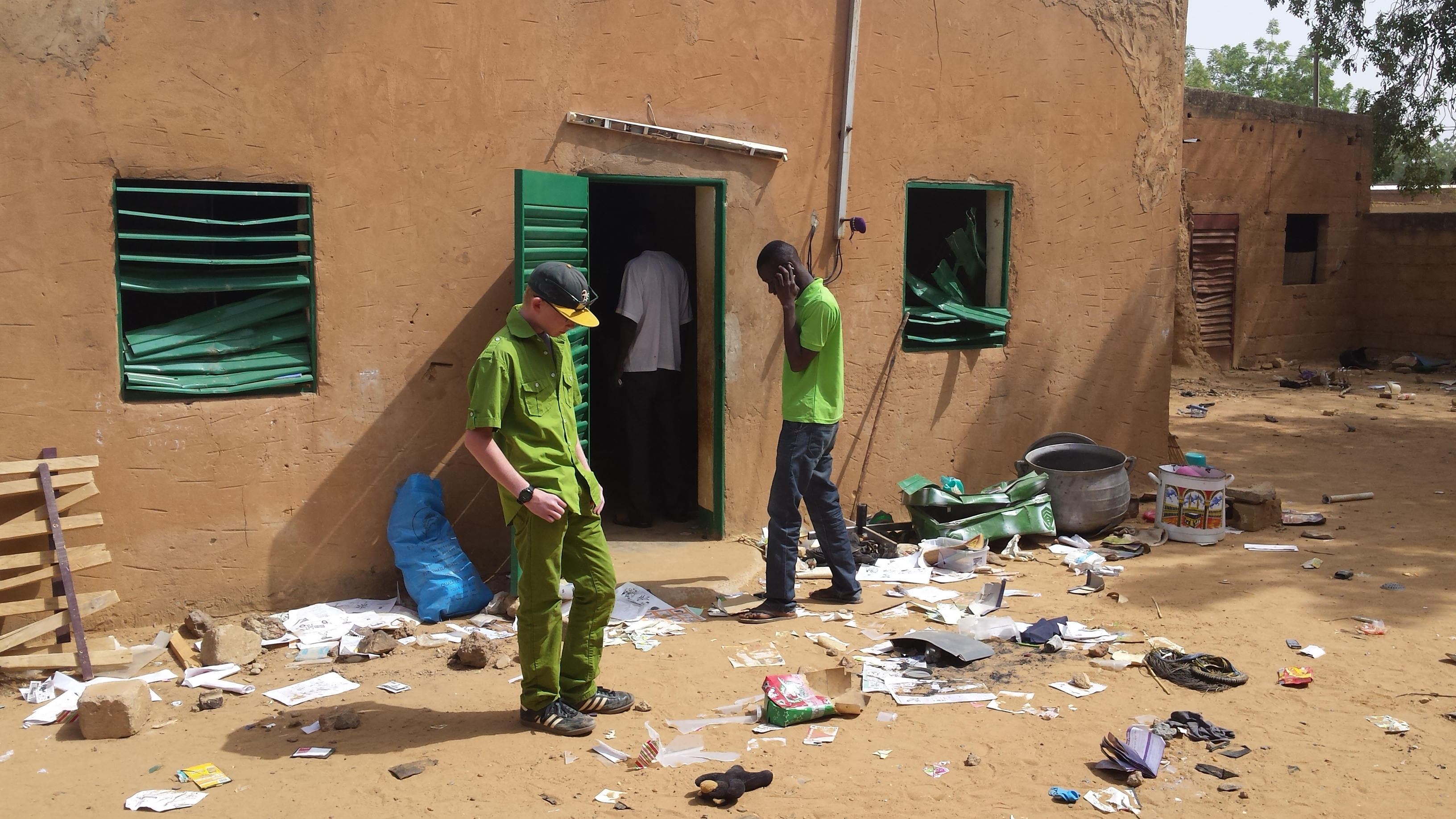
Igreja cristã destruída no Níger por muçulmanos, após as publicações de charges do profeta Maomé pelo jornal francês Charlie Hebdo

O arcebispo de Niamei, Laurent Lompo relatou que a Igreja Católica nigerina viveu "algumas dificuldades" após as publicações de charges sobre Maomé pelo jornal francês Charlie Hebdo, no período que antecedeu o ataque sangrento de 7 de janeiro de 2015 ao jornal satírico. Igrejas do Níger foram incendiadas. Atualmente elas foram reconstruídas e são maiores do que as anteriores. O cristianismo está a "avançar passo a passo e agora está num nível estável", disse o arcebispo.
O Padre Mauro Armanino, missionário africano nascido em Itália que trabalha no Níger, relatou que algumas regiões do país não são estáveis devido à presença de tropas estrangeiras. Ele afirma que vários ataques foram realizados em uma região próxima à fronteira com o Mali, a qual vem apresentando instabilidades há muito tempo. Outra área que não é estável é a do Lago Chade, onde terroristas islâmicos da organização Boko Haram, da Nigéria, estão ativos. Outros grupos ativos são Al-Qaeda no Magrebe Islâmico e o Estado Islâmico da África Ocidental. Também a região ao longo da fronteira com a Líbia, onde ocorre tráfico humano.
Em 2015, um ataque jihadista nas cidades de Fantio e Dolbel, Região de Tillabéri. Algumas testemunhas relataram que os terroristas alvejaram as cidades em duas ocasiões, matando os homens. Um grupo de mulheres que sobreviveu com seus filhos fugiu para Burquina Fasso; e o mesmo ocorreu com o restante dos habitantes: fugiram para Niamei ou para a paróquia de Téra. Em Fantio, os terroristas jogaram no chão uma imagem da Virgem Maria, queimaram os livros litúrgicos e instrumentos musicais e profanaram o Santíssimo Sacramento espalhando as hóstias consagradas no chão antes de queimarem a igreja. Esta foi a terceira paróquia abandonada após ataques terroristas nesta região do Níger.
Na madruga de 17 para 18 de setembro de 2018, o padre Pier Luigi Maccalli, pároco de Bomoanga e missionário da Sociedade das Missões Africanas, foi sequestrado e só foi libertado em outubro de 2020 no Mali. O sequestro causou medo nas missões católicas da fronteira com Burquina Fasso, e fez com que os missionários e freiras fugissem para Niamei. Em 13 de maio de 2019, muçulmanos atacaram a paróquia de Dolbel, pertencente à província de Niamei. O pároco, padre Nicaise Avlouké ficou ferido em uma mão e na perna, e teve de ser levado a um campo militar para auxílio médico. "Já há algum tempo falava-se de possíveis ataques à paróquia e aos padres, em particular. Este último fato confirma o agravamento da situação de segurança na região da fronteira entre o Níger e Burquina Fasso". Além dos ataques aos católicos, uma igreja protestante também foi incendiada em 15 de junho de 2019. Relatórios da Caritas de 2005 indicavam que a paróquia de Dolbel realizava um grande trabalho social com crianças carentes da região, e que contava com 10 centros nutricionais. Os centros prestam assistência a crianças desnutridas, gestantes, crianças com conjuntivite e pessoas infectadas pela AIDS. De agosto a setembro de 2005, mais de 3.400 pessoas se beneficiaram do programa, sendo apenas em Dolbel, mais de 200 crianças por semana, e representa a única estrutura sanitária da região que compreende cerca de 50 vilarejos, além de um ambulatório público. O responsável pelo centro afirmava na época que 98% das crianças sofria de desnutrição e 70% de malária. Atualmente, cerca de 2,5 milhões de pessoas sofrem com a insegurança alimentar no Níger.
Em 19 de março de 2020 a Igreja Católica suspendeu as missas com a presença do povo em todo o território nigerino devido aos desdobramentos da pandemia de COVID-19. O retorno ocorreu em 13 de maio. No dia 14 de maio de 2021, as comunidades católicas de Fantio e Dolbel voltam a ser alvos de ataques terroristas no dia da conclusão do Ramadã. Cerca de cem católicos fugiram de Dolbel para Niamei, e prevê-se que esse número aumente após o massacre.

## Organização territorial
O catolicismo está presente no território com uma arquidiocese e duas dioceses de rito romano, sujeitas à Província Eclesiástica de Niamei, além da Eparquia da Anunciação de Ibadan, sediada na Nigéria e presente em diversos países africanos, incluindo o Níger, e é voltada para os fiéis católicos que seguem o rito maronita. Abaixo estão listadas essas circunscrições:
| Circunscrições eclesiásticas católicas do Níger | Circunscrições eclesiásticas católicas do Níger | Circunscrições eclesiásticas católicas do Níger | Circunscrições eclesiásticas católicas do Níger   | Circunscrições eclesiásticas católicas do Níger |
| Circunscrição                                   | Rito                                            | Ano de ereção                                   | Catedral                                          | Ref.                                            |
| ----------------------------------------------- | ----------------------------------------------- | ----------------------------------------------- | ------------------------------------------------- | ----------------------------------------------- |
| Arquidiocese de Niamei                          | Romano                                          | 1942                                            | Catedral de Nossa Senhora do Perpétuo Socorro     | [ 18 ]                                          |
| Diocese de Maradi                               | Romano                                          | 2001                                            | Catedral de Nossa Senhora de Lourdes              | [ 19 ]                                          |
| Eparquia da Anunciação de Ibadan                | Maronita                                        | 2014                                            | Catedral de Nossa Senhora da Anunciação (Nigéria) | [ 17 ]                                          |

## Conferência Episcopal
A reunião episcopal do país forma a Conferência dos Bispos de Burquina Fasso e do Níger, que foi criada em 1970.

## Nunciatura Apostólica
A Pró-nunciatura Apostólica do Níger foi criada em 1971, e em 1995 foi elevada a Nunciatura Apostólica.